# Oricopis maculiventris
Oricopis maculiventris là một loài bọ cánh cứng trong họ Cerambycidae.